# 鴻門宴
- 關於同名电影，請見「鸿门宴 (电影)」。
- 關於一件被稱為「洪門宴」的香港政治醜聞，請見「洪為民生日派對事件」。

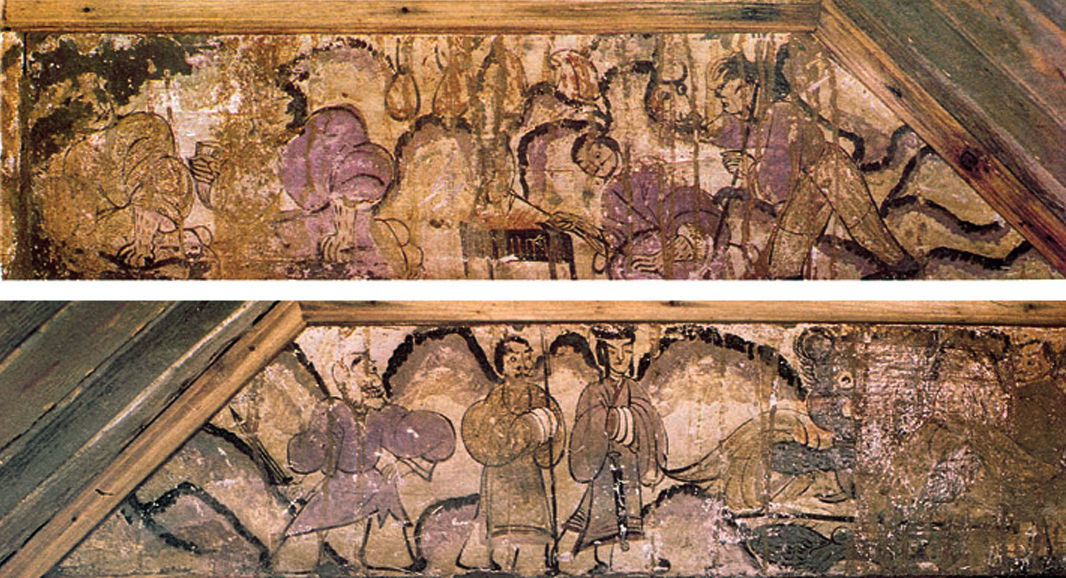
鴻門宴圖，西漢古墓壁畫，現存洛陽古墓博物館。上排由左而右:劉邦，項羽，廚師一，廚師二。 下排:項莊，范增，張良，項伯。

鸿门宴，指前206年（汉元年）十二月在位於故秦都城咸阳郊外的新丰鸿门（今陕西省西安市临潼区新丰街道鸿门村）兩位楚將會飲，由項羽宴請劉邦。此前楚后怀王熊心曾与诸将约定“先入关中者王之”，刘邦因率先进入关中灭秦，欲以秦王子婴为丞相，在关中称王，引发实力强大的项羽不满，刘邦因自度实力不及项羽，于是讓出關中的统治权给项羽，项羽最终满意，打消了讨伐刘邦的打算，并为后来几个月后分封诸侯创造和平条件。
此次宴會對楚汉战争及以後中國歷史皆發生重要影響，結果雖然項羽获利最大，但此后分封汉中郡給劉邦，後來雍王章邯、翟王董翳、塞王司馬欣等三秦未能抵抗住刘邦，使得刘邦吞并关中，并为日后楚汉相争埋下伏笔。

## 事件主要參與者
- 項羽
- 劉邦

項羽麾下之參與者如下：
- 范增（參謀）
- 項莊（堂弟、部將）
- 項伯（叔父、部將）
- 陳平（項羽手下都尉）

劉邦麾下參與者如下：
- 張良（參謀）
- 樊噲（賢成君）
- 曹無傷（左司馬，内奸）
- 靳彊（郎中騎將）
- 夏侯嬰（滕公）
- 紀信/紀成（將軍）

## 背景
西元前207年，當時為楚國武安侯的劉邦率軍攻破武關，進入關中地區。秦王子嬰向劉邦投降。劉邦入關後，與秦民約法三章，並派人駐守函谷關，以防項羽楚軍進關。項羽後於鉅鹿之戰中殲滅了秦軍主力，並向關中進發。
前206年，當項羽到達函谷關後，劉邦軍不准楚軍入關，楚將英布等乃以武力破關直入，並推進至戲水之西，劉邦聞訊大懼，乃率其部10萬人立刻撤出咸陽，紮營霸上，卻未敢迎見項羽，當時項羽軍兵力共40餘萬人。

## 事件經過

### 項羽的策劃
劉邦手下將領左司馬曹無傷派人向項羽通報，並離間項羽與劉邦，稱劉邦委任秦王子嬰為丞相，據有咸陽城內所有珍寶，準備自立為秦王。項羽得此消息後非常憤怒，準備次日清晨，分四路圍攻劉邦。項羽下決心要把劉邦的兵力消滅。那時候，項羽的兵馬四十萬，駐紮在新豐鴻門；劉邦的兵馬十萬，駐紮在霸上。雙方相隔只有四十里地且兵力懸殊，劉邦的處境十分危險。
項羽的亞父范增认为，劉邦入關前貪財好色，但到了關中後並不曾取奪財物和女人，是野心遠大的表現，又加上望氣者認為劉邦頭上有「天子氣」，為了避免將來成為禍害，應該儘早除之。

### 劉邦的準備
項羽的叔父項伯得知范增的計劃。由於他早年和張良有交情，張良當時是韓成派來輔佐劉邦的謀臣，因此連夜前往劉邦軍營，建議張良速逃亡，但張良決定報告劉邦。
劉邦對此消息感到非常震驚，並立刻向張良請教對策。由於雙方實力懸殊，張良建議劉邦透過項伯的協助，减少項羽的疑心。
于是劉邦召見項伯，以兄禮對待他（項伯比張良年長，故劉邦以對兄長之禮對待項伯），並請求聯姻，目的是巴結項伯，請求項伯向項羽求情。項伯回到項羽軍中，向項羽表達劉邦的善意，又說項羽殺劉邦乃不義之舉，建議項羽亦以禮相待，項羽答允。

### 宴會開始
劉邦第二天率領百多名騎兵會見項羽。雙方於鴻門會面。
劉邦對項羽稱，自己得入關中實屬僥倖，但有「小人」從中挑撥，使兩人之間產生誤會。項羽则回應是刘邦的左司馬曹無傷告诉自己的，否則自己也不會这样，隨即和劉邦开始宴會。

### 座位
古代中國在「殿堂」上舉行儀式的位次是座北朝南最尊。君王坐在北邊，面朝南方，因此，古人說“南面稱王”，“北面稱臣”。但在房間內，最尊的座位是座西朝東（東向），其次是座北朝南，再次是座南朝北，最卑是座東朝西。帳幕與房間內是同理的。項羽和項伯座西朝東，范增座北朝南，劉邦座南朝北。秦漢時候，在飲宴的室內場合，東向坐是最尊貴的，一般飲宴會讓客人坐西向東。項羽卻自居尊位，顯示他並不把劉邦當作一位平等的賓客看待。

### 項莊舞劍，意在沛公
范增不時向項羽打眼色，多次舉起自己的玉玦，示意項羽下定決心，儘快行動。項羽未有理會。范增於是傳召項羽堂弟項莊，吩咐他在席上舞劍，乘機刺殺劉邦。項莊進入酒席之中，向項羽請求准許他舞劍為樂，並在項羽同意後立即拔劍起舞。
然而項伯也隨即拔劍揮舞，並以身體阻擋項莊，使其無法攻擊劉邦。張良立刻離開酒席，並将紧急的情况通報在軍門外的劉邦部將樊噲。

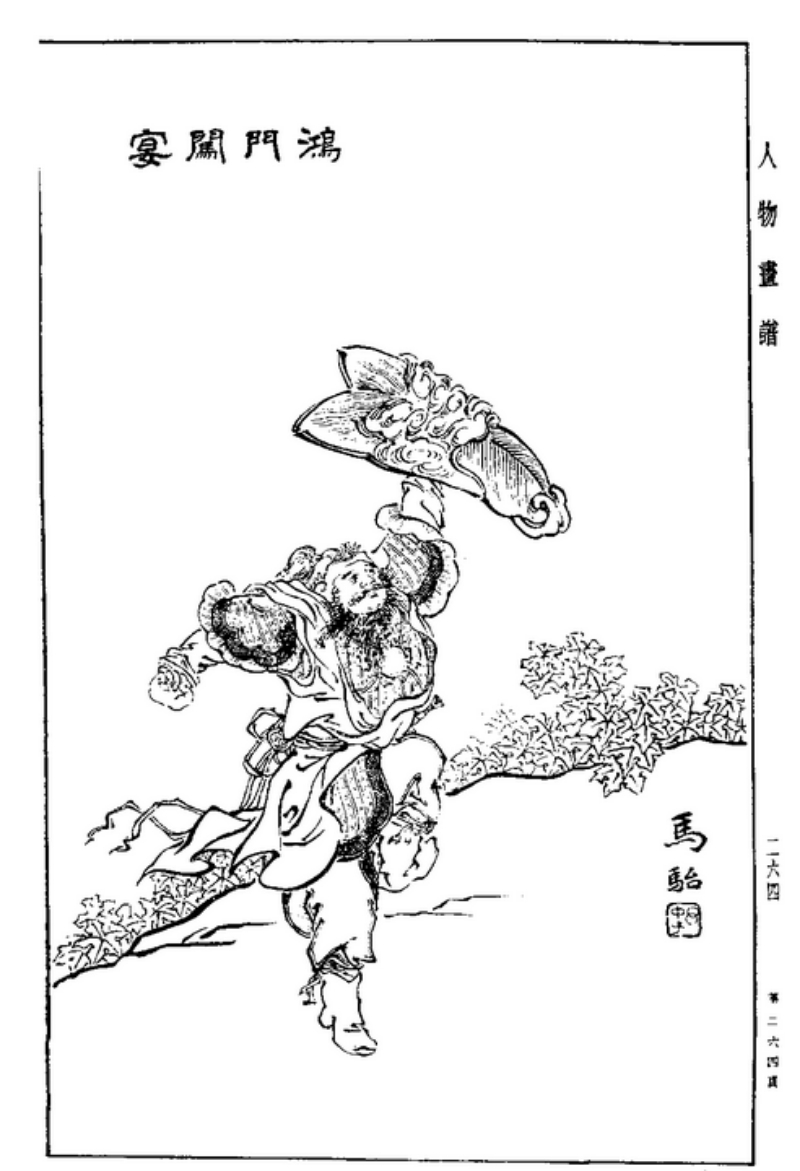
樊噲鴻門闖宴

樊噲知道后帶着劍和盾強行闖入酒席，怒視項羽。項羽按剑警惕，詢問樊噲的來歷。張良說這位是為刘邦駕車的樊噲。項羽稱讚樊噲為「壯士」，並吩咐從人賞賜樊噲一斗卮的酒（秦漢時一斗相當於現在的二升左右），樊噲一飲而盡。項羽又賞賜一隻豬前腿（彘肩），樊噲直接把豬肘放在盾牌上，用劍切着吃。
樊噲趁機向項羽指出，楚後懷王曾下令「先進入關中的人便可做關中王」。劉邦雖然先入關中，但並未自立為王，而是等待項羽到來。他認為項羽沒有对劉邦封侯，還居然想殺死有功之人，建议項羽打消這個念頭。
項羽无言以对，吩咐他就座。

### 劉邦逃走
劉邦稱要上廁所，和樊噲一同離席。不久項羽派陳平召喚劉邦。劉邦認為應該辭行，樊噲反對，認為现在的情況是「人為刀俎，我為魚肉」，不能再拖延時間，又认为「大行不顧細謹，大禮不辭小讓」。所以劉邦和樊噲帶同夏侯嬰、靳彊和紀信等將領一同逃走。逃走前，劉邦吩咐張良把帶來的一對白璧送給項羽、一對玉斗送給范增。
劉邦來時，走渭河南岸的大道，長四十里，逃走時卻走芷陽道。芷陽道較狹窄，蜿蜒於驪山北麓，不通馬車，卻只長二十里。劉邦自己騎馬，樊噲等四人則徒步追隨護送。
張良回到席上，獻上禮物，並代替劉邦向項羽賠罪并告知刘邦已经回到军中。項羽收下了璧玉，放在桌上；范增則拔劍砍破了玉斗，叹气道不值得和项羽这种人（竖子）一同谋划，奪取项羽天下的人一定是刘邦，自己这些人都将成为他的俘虏。
劉邦回到軍中後立刻處死了内奸曹無傷。

## 後續
范增的預言在數年後應驗：項羽和劉邦在隨後的四年進行了大規模的戰爭（史稱楚漢戰爭），最後項羽敗北，在烏江伏劍而死，劉邦建立漢朝，是為漢高祖。
後世不少人認為項羽在事件中缺乏当機立斷的能力，導致范增的計劃失敗，亦埋下了自己日後敗死的伏線。
「鴻門宴」一詞在後世被用作比喻「不懷好意的筵席」。「項莊舞劍、意在沛公」以及「人為刀俎、我為魚肉」皆成為名句。

## 影視作品

### 电影
- 鴻門宴傳奇
- 王的盛宴

### 电視劇
- 大漢風
- 楚漢傳奇